# ثروتمند (فیلم ۱۹۹۳)
ثروتمند (به هندی: Dhanwan) فیلمی محصول سال ۱۹۹۳ و به کارگردانی کاسیناتونی ویسوانت است. در این فیلم بازیگرانی همچون اجی دیوگن، کاریسما کاپور، مانیشا کویرالا،آریونا ایرانی، دینش هینگو ایفای نقش کرده‌اند.